# Lunaria annua
 (avril 2016).
Si vous disposez d'ouvrages ou d'articles de référence ou si vous connaissez des sites web de qualité traitant du thème abordé ici, merci de compléter l'article en donnant les références utiles à sa vérifiabilité et en les liant à la section « Notes et références ».
Pour les articles homonymes, voir Lunaire.
Lunaire annuelle, Monnaie-du-pape.
Espèce
Classification phylogénétique
La Lunaire annuelle ou Monnaie-du-pape (Lunaria annua) est une espèce de plantes herbacées d'Europe de la famille des Brassicacées, annuelle ou bisannuelle, aux feuilles tomenteuses. Elle est parfois appelée Médaille de Judas ou Herbe aux écus.

## Historique et dénomination
L'espèce a été décrite par le naturaliste suédois Carl von Linné en 1753.

### Noms vernaculaires
Ils proviennent de la forme circulaire et translucide des fruits, comparables à des pièces de monnaie : Monnaie-du-pape, Médaille de Judas (allusion aux trente pièces d'argent que Judas a reçues pour trahir Jésus), Herbe aux écus.

## Description
La plante peut atteindre 120 cm pour un diamètre de 50 cm si les conditions de culture lui sont favorables. 
Les feuilles ovales, cordiformes, dentées, d'un vert moyen à clair, font 10  à   15 cm de long. 
En mai-juin, les inflorescences apparaissent en larges grappes feuillues de 10  à   20 cm de long, s'allongeant au fur et à mesure de la floraison. La fleur de 5  à   20 mm de diamètre, est formée de quatre pétales blancs à violet pâle.
Les fruits sont des siliques plates de 3  à   8 cm de long. Les graines sont visibles à l'intérieur de la silique grâce aux deux valves transparentes les renfermant, d'abord vertes puis beiges. Lorsque ces valves externes se soulèvent, du bas vers le haut, la cloison séparant les deux loges de graines apparaît, montrant un aspect de pièce de monnaie nacrée, munie d'un reste des styles de l'ovaire de 5  à   10 mm de long.

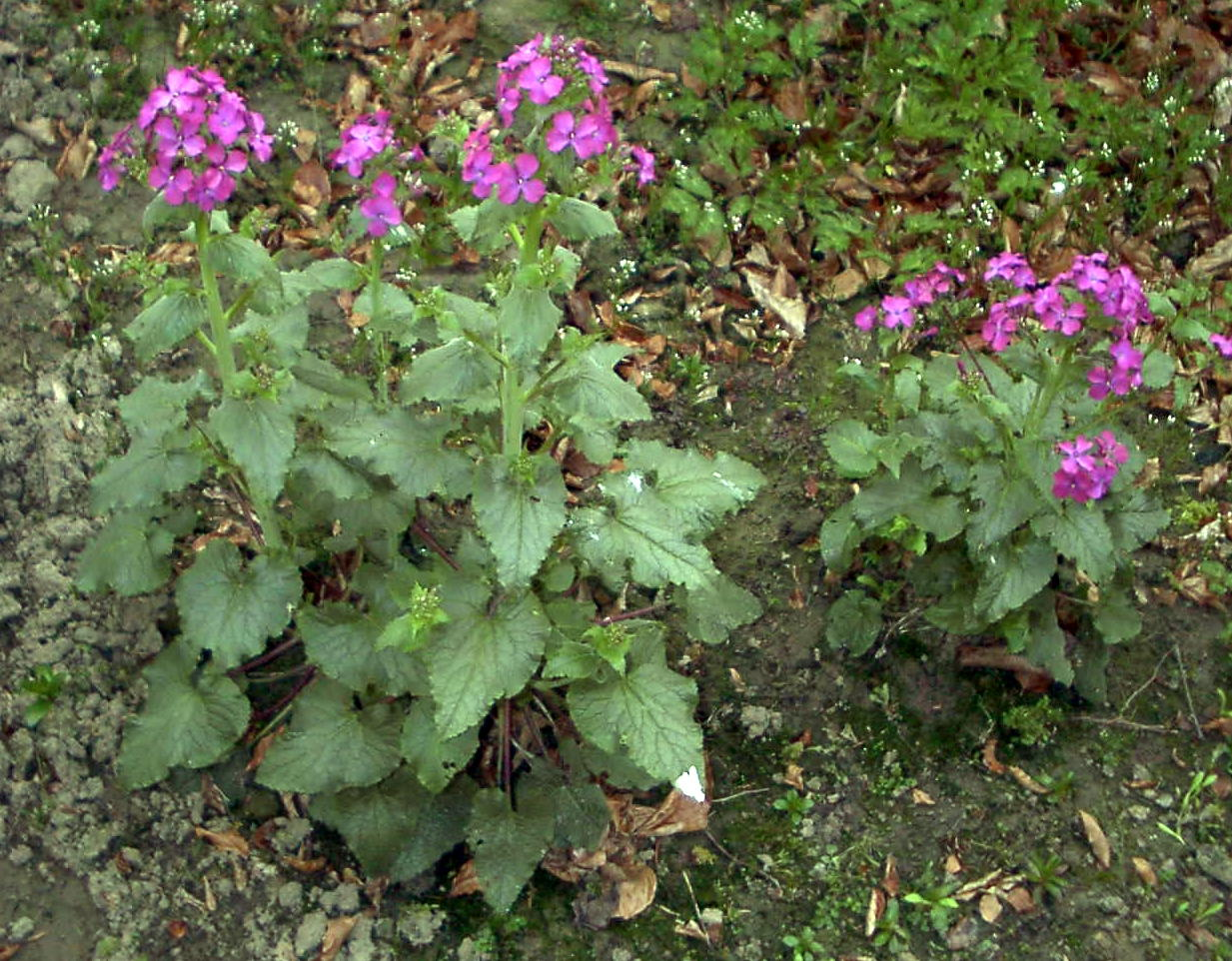
Habitus.
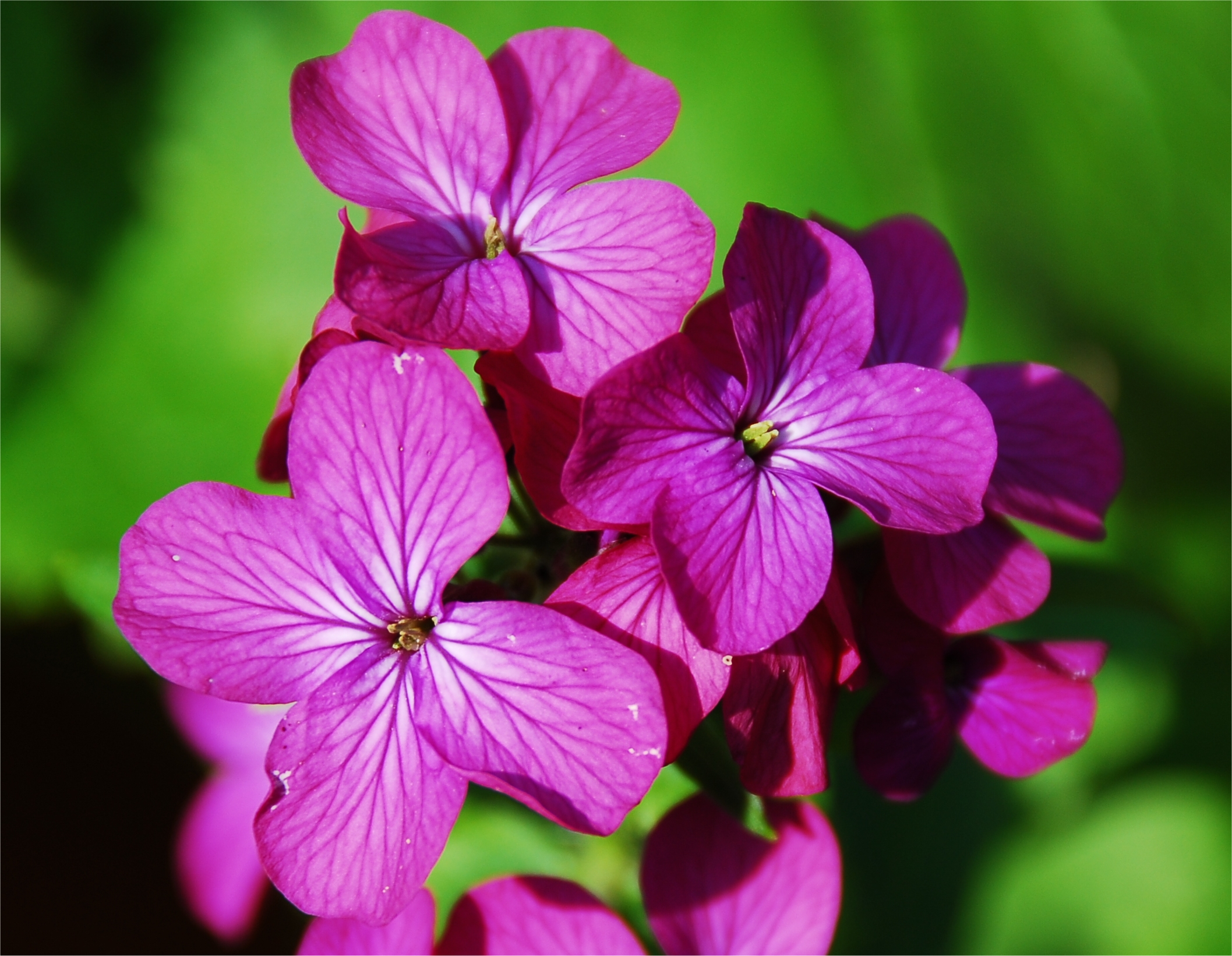
Fleurs (forme commune).
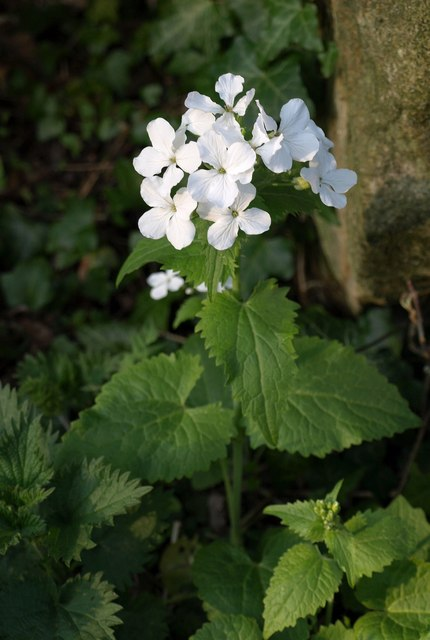
Fleurs (forme blanche).
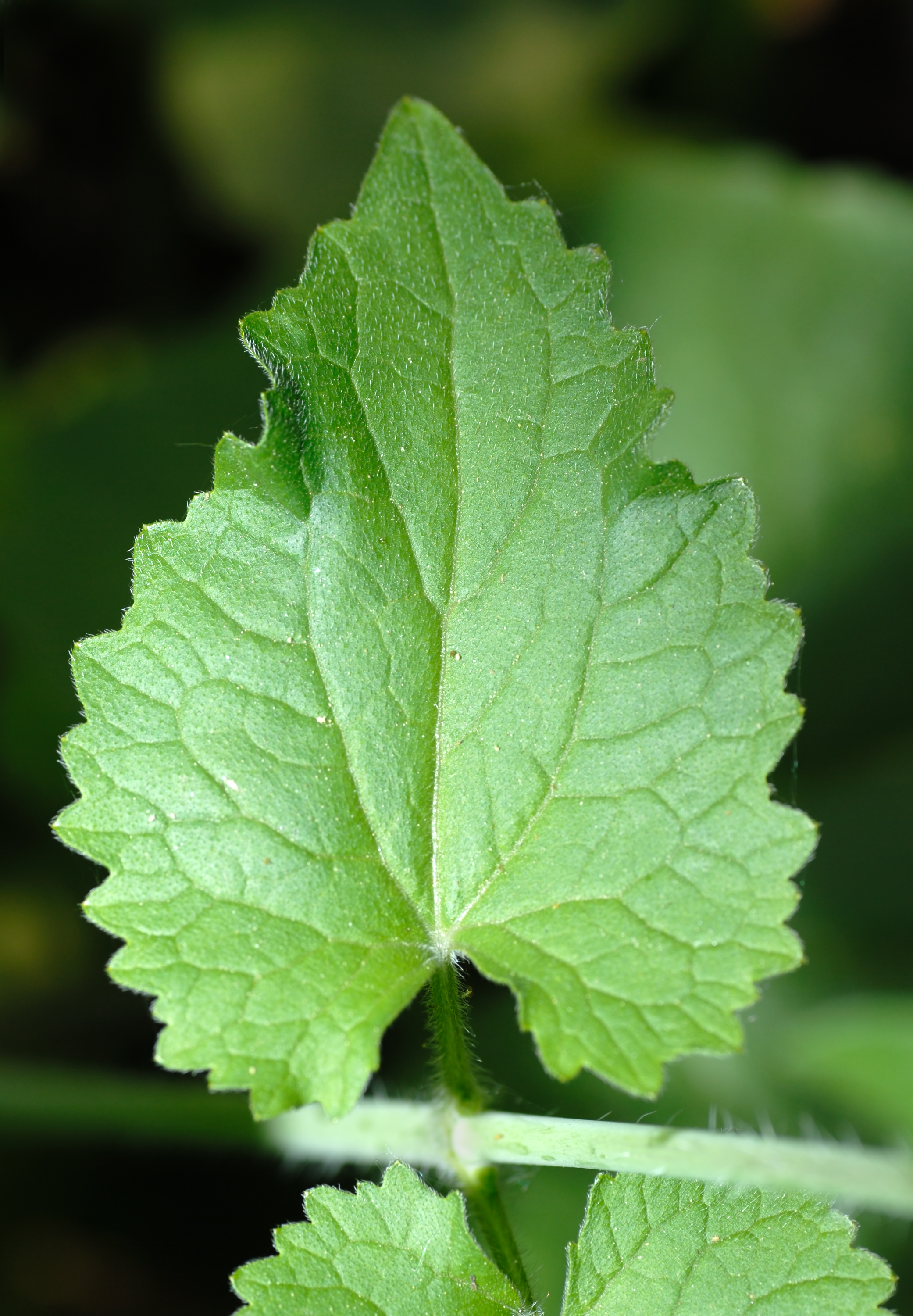
Feuille.

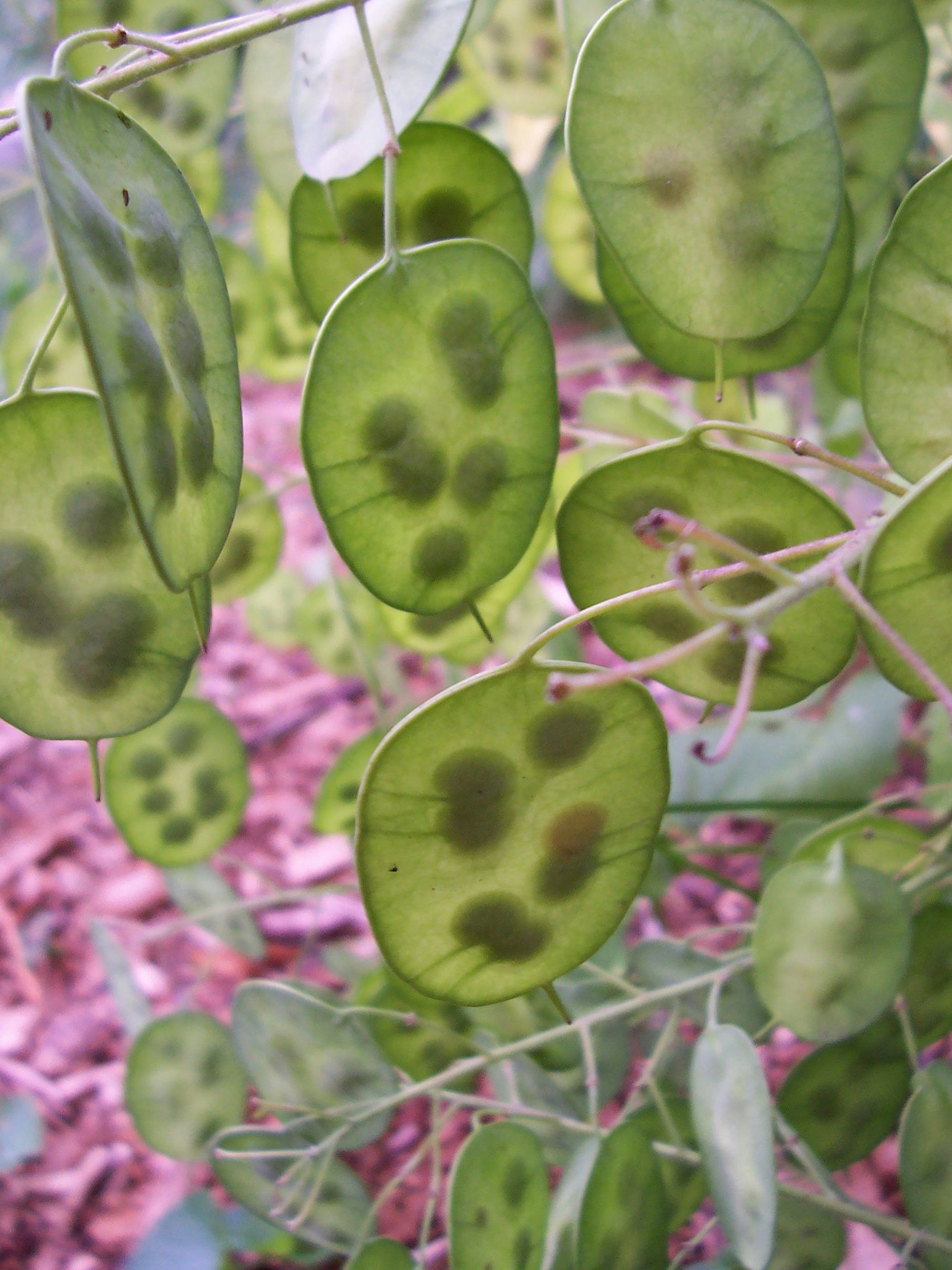
Siliques (fruits) immatures.
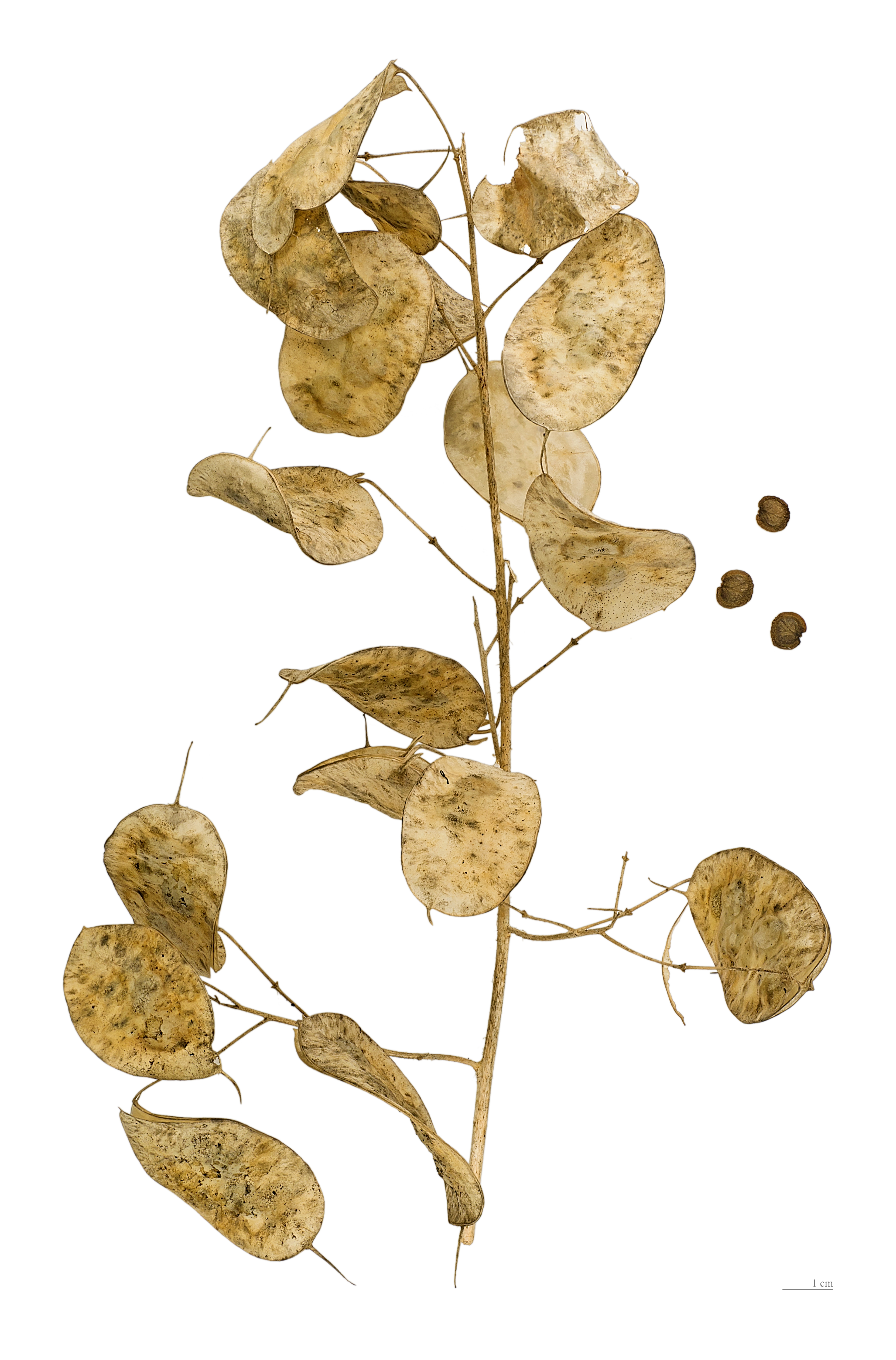
Siliques matures et graines Muséum de Toulouse.
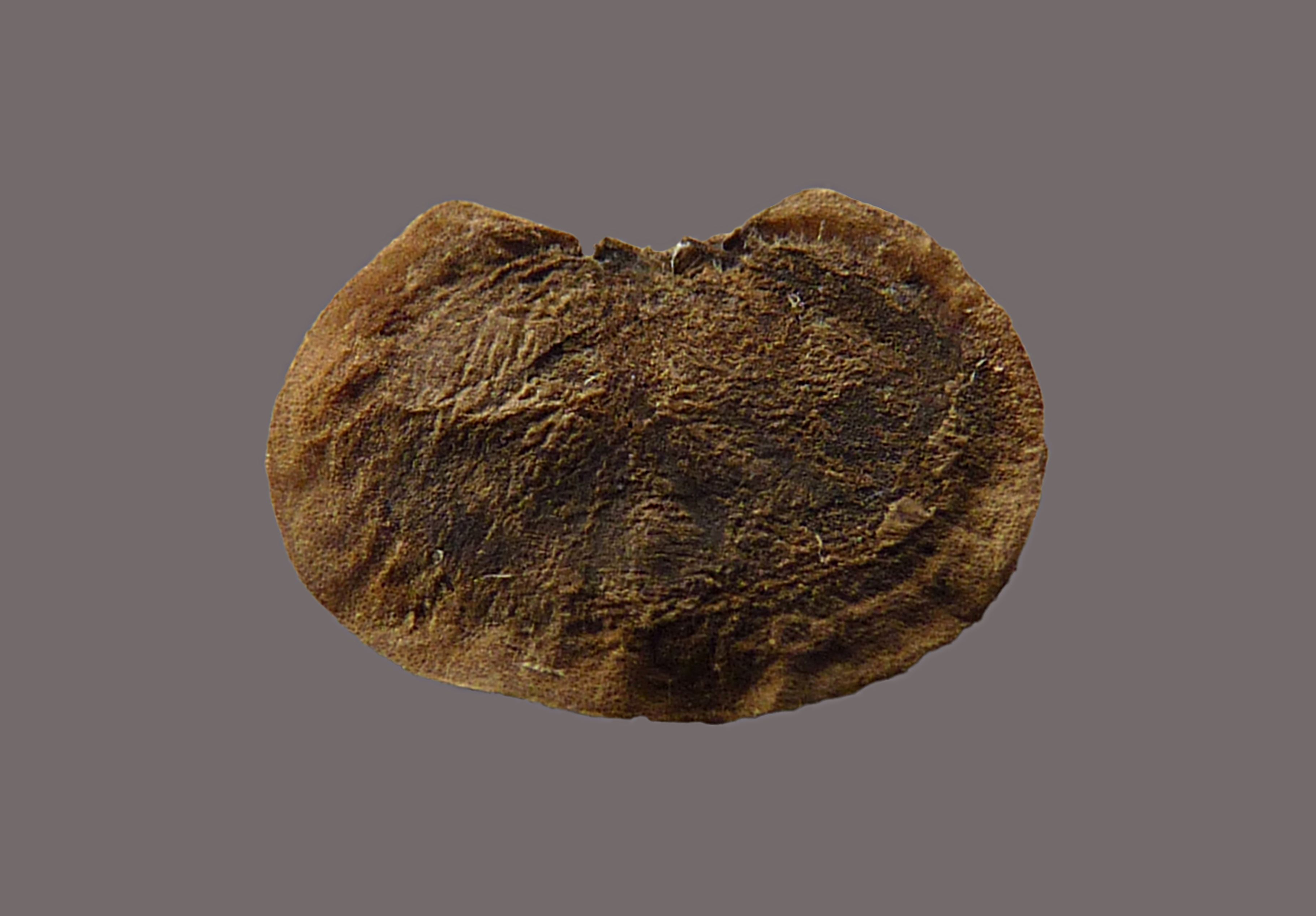
La graine qui se trouve dans la silique.
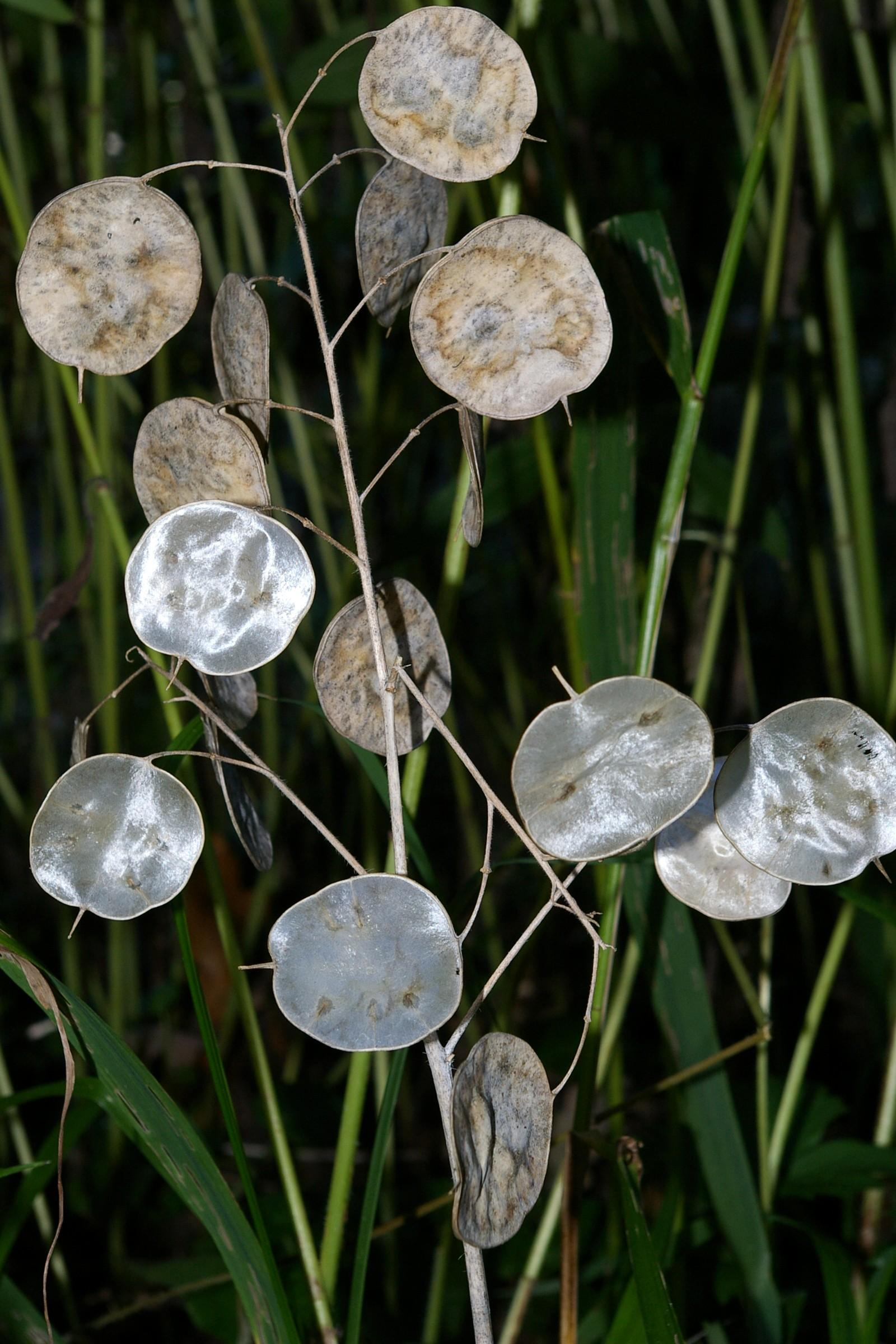
Lunaire mûre.
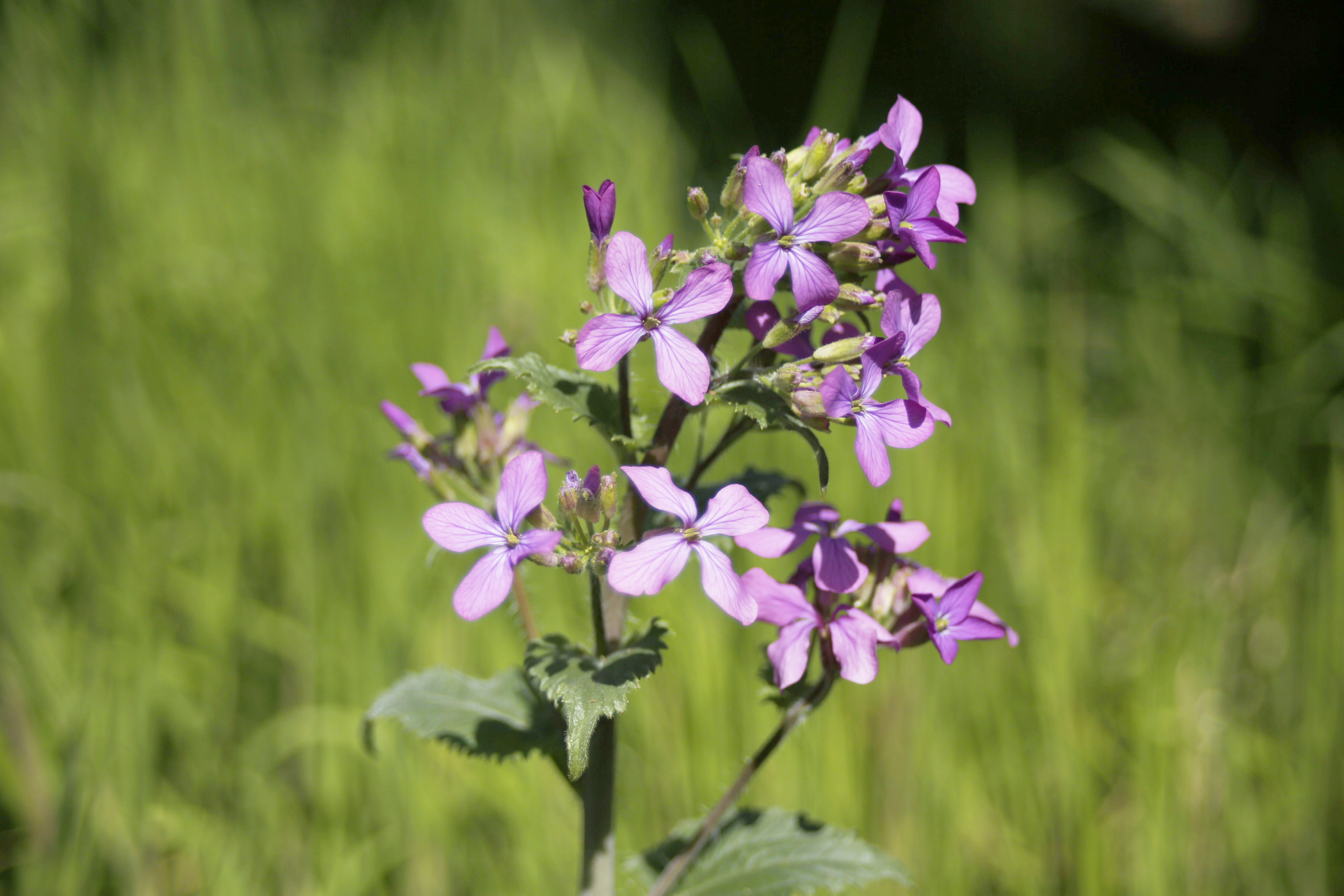
Fleurs communes.

## Taxinomie
Selon IPNI, cette espèce compte une sous-espèce, localisée en Bulgarie :
- Lunaria annua L. var. oppositifolia Cheshm., 1977

## Utilisations

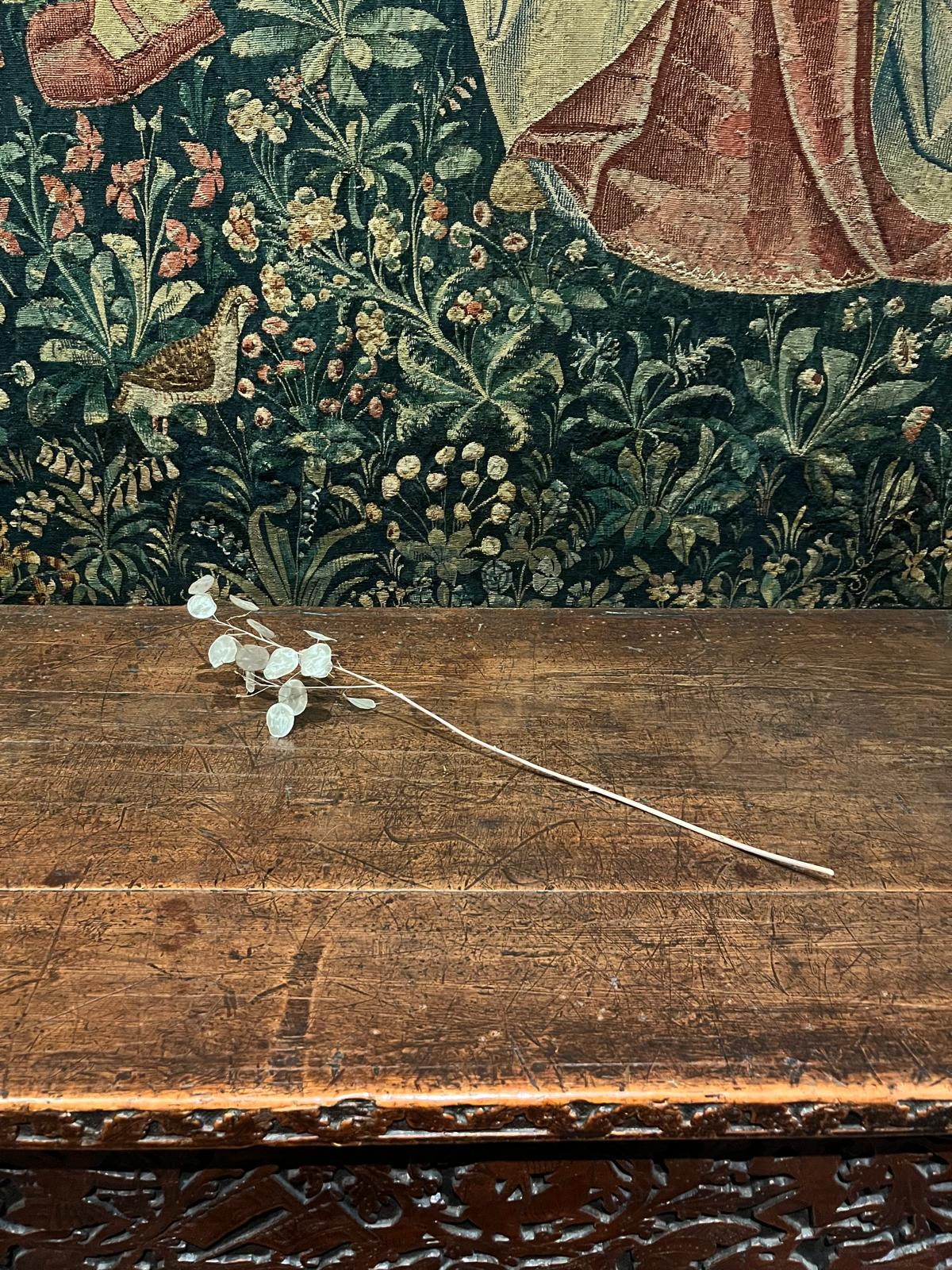
Monnaie du pape sur un coffre du XVe siècle au Musée de Cluny.

Les feuilles, les fleurs et les fruits avant maturité sont comestibles crus ou cuits. Les très jeunes fruits peuvent être conservés par lacto-fermentation. Les racines et les graines, à la saveur piquante et amère, ont été utilisées comme épice en Europe. Les graines grillées permettent de préparer un bon thé.
En fleuristerie, on utilise la membrane centrale nacrée de la silique en bouquets secs, après la chute des valves ou après les avoir retirées.
Ce motif a été très représenté dans le mouvement Art nouveau de l'École de Nancy.
En muséographie, on utilise parfois une monnaie du pape séchée pour indiquer aux visiteurs que le mobilier exposé ne doit pas servir de banc et qu'il ne doit pas être touché[réf. nécessaire].

## Risque de confusion
La fleur de la lunaire annuelle est très semblable à celle de la julienne des dames, de la même famille (brassicacées). Mais le reste de la plante est très dissemblable[réf. nécessaire].